# 黑边汤鲤
黑边汤鲤（学名：Kuhlia marginata）为輻鰭魚綱鱸形目鱸亞目汤鲤科汤鲤属的其中一種鱼类，俗名汤鲤和烏尾冬。

## 分布
湯鯉分布於臺灣、中国南海、菲律賓及大洋洲各島嶼海域。该物种的模式产地在爪哇。

## 特徵
湯鯉體銀白色，被大型櫛鱗，側扁呈紡錘狀，側線明顯，直達尾柄部。上下頷具帶狀細齒，各魚鰭透明略帶紅色，除胸鰭與腹鰭外，各鰭具有黑色邊緣，背鰭硬棘10枚，背鰭軟條10至12枚，臀鰭硬棘3枚，臀鰭軟條11至13枚。體長可達17.9公分。

## 習性
湯鯉棲息於珊瑚礁或岩岸，也可見於潮池中或近海溪流、河口區，屬於廣鹽性魚類，屬肉食性，以浮游性甲殼類及小魚等為食。

## 經濟價值
湯鯉為美味的食用魚，適合清蒸或煮湯。

## 扩展阅读
維基物種上的相關：黑边湯鯉